# Мирошниченко, Пётр Афанасьевич

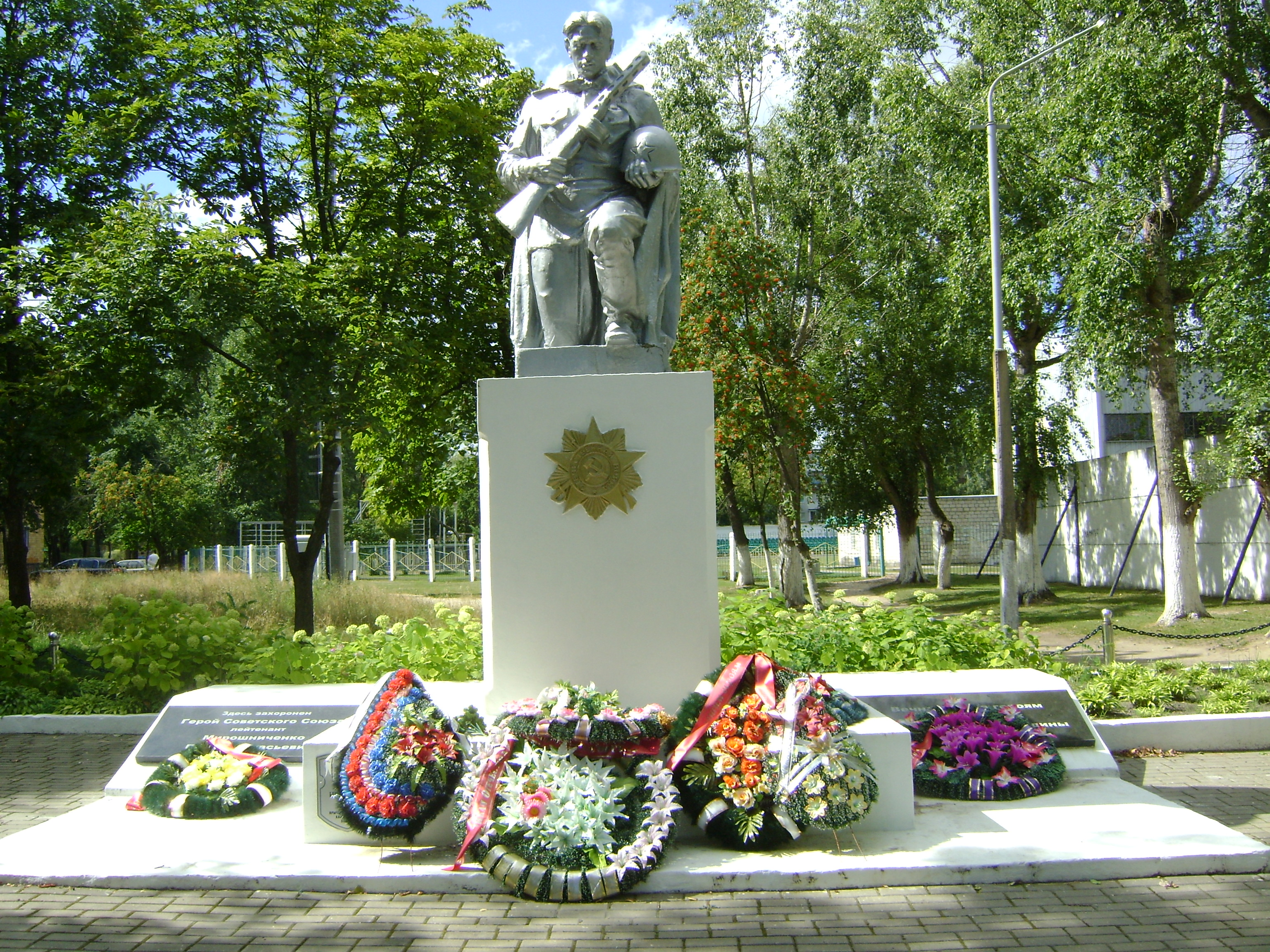
Братская могила в Светлогорске, где захоронен Мирошниченко

Пётр Афанасьевич Мирошниченко (1922—1944) — участник Великой Отечественной войны, командир взвода пешей разведки 717-го стрелкового полка 170-й стрелковой дивизии 48-й армии 1-го Белорусского фронта, лейтенант. Герой Советского Союза (1944).

## Биография
Родился в селе Запселье Миропольской волости Суджанского уезда Курской губернии РСФСР (ныне Краснопольский район Сумской области).
Работал токарем на машиностроительном заводе в городе Сумы. Член ВКП(б) с 1943 года.
В Красной Армии с 1941 года. Участник Великой Отечественной войны с декабря 1941 года. В 1942 году окончил курсы младших лейтенантов. Был дважды ранен. 
Командир взвода разведки лейтенант П. А. Мирошниченко в бою за деревню Печищи Паричского района (ныне Светлогорский район, Гомельская область) закрыл своим телом амбразуру вражеского дзота.
Похоронен в городе Светлогорске в братской могиле советских воинов.

## Награды
- Указом Президиума Верховного совета СССР от 3 июня 1944 года за беспримерный подвиг во имя Отчизны лейтенанту Мирошниченко Петру Афанасьевичу присвоено звание Героя Советского Союза (посмертно).
- Награждён орденом Ленина (посмертно) и медалью «За отвагу».

## Память
- Именем П. А. Мирошниченко названы улицы в городах Жлобин, Минск, Светлогорск.
- Имя Героя присвоено пионерской дружине Светлогорской средней школы № 1 и занесено в Книгу народной славы колхоза «Прогресс» Светлогорского района.
- В д. Печищи Светлогорского района на здании клуба Герою установлена мемориальная доска.
- Светлогорским горкомом ЛКСМБ и горкомом ДОСААФ учреждён приз его имени победителю соревнования по мотокроссу, горкомом по физкультуре и спорту — победителям соревнований по классической борьбе, футболу и боксу.
- В Светлогорске (Беларусь) на здании № 33 по улице Пионерской открыт мурал, посвящённый Герою[1][2].